# Albert Hague
Albert Hague, narozen jako Albert Marcuse (13. října 1920 Berlín – 12. listopadu 2001 Marina del Rey Kalifornie) byl americký hudební skladatel a herec německého původu.

## Život
Albert Marcuse se narodil 13. října 1920 v Berlíně v židovské rodině. Jeho otec, Harry Marcuse, byl psychiatr a amatérský hudebník. Matka, Mimi roz. Hellerová, byla mistryní v šachu. Aby byl uchráněn nacistické persekuce byl vychován jako luterán. V roce 1937 opustil Německo z obavy před nastupujícím hitlerovským nacismem. Přesídlil do Itálie a studoval na konzervatoři v Římě. V roce 1939 získal stipendium na University of Cincinnati. Přišel do Spojených států, neznal jazyk, ale ujal se ho oční lékař Elliott B. Hague, který měl těsné vazby na Universitu. Z vděčnosti přijal jeho jméno. Během studia si přivydělával jako salónní klavírista. Mimo jiné proslul rockovou úpravou české polky Škoda lásky (Beer Barrel Polka).
Školu absolvoval v roce 1942 a poté sloužil za 2. světové války v americké armádě. V roce 1951 se oženil se zpěvačkou a herečkou Renee Orin, se kterou žil až do její smrti na rakovinu mízních uzlin v roce 2000. Ještě v témže roce debutoval na Broadwayi scénickou hudbou ke hře francouzského dramatika Jeana Giraudouxe The Mad Woman of Chaillot.
Jeho prvním samostatným divadelním úspěchem byl muzikál Plain and Fancy uvedený v roce 1955. Píseň Young and Foolish, zpívaná Barbarou Cookovou, se stala neobyčejně populární. Se svou ženou příležitostně vystupovali v kabaretu jako "Hague and Hague: His Hits and His Mrs." a později, v roce 1998, pod názvem "Still Young and Foolish". Za svou hudbu získal v roce 1959 dvě Ceny Tony.
Komponoval hudbu pro televizní inscenace, mimo jiné pro dětský muzikál How the Grinch Stole Christmas a vystupoval v menších rolích ve filmu i v televizi. Pracoval také jako učitel a poradce stovek mladých herců. Mezi jeho žáky byli např. Jane Fondová, Roy Scheider a Robert Redford.
Albert Hague zemřel ve věku 81 let na rakovinu v nemocnici Marina del Rey v Kalifornii 12. listopadu 2001.

## Dílo

### Muzkály a scénická hudba
- Dance Me a Song
- The Madwoman of Chaillot
- All Summer Long
- Jennie
- Plain and Fancy
- Redhead (Tony and Grammy awards, 1959)

### Populární písně
- Wait For Me Darling
- One Is a Lonely Number
- This Is All Very New to Me
- Follow Your Heart
- Plenty of Pennsylvania
- Merely Marvelous
- Look Who's in Love
- My Girl Is Just Enough Woman for Me
- Two Faces in the Dark
- Just for Once
- Telephone Book
- Tell Irene Hello

### Herecké role
- The Story of Us (1999)
- Playing Dangerous 2 (1996)
- Space Jam (1996)
- Murder or Memory: A Moment of Truth Movie (TV 1994)
- Hotel (TV seriál, 1983-1987)
- ABC Afterschool Specials (TV seriál, 1987)
- Beauty and the Beast (TV seriál, 1987)
- Fame (TV seriál, 1982-1987)
- Faerie Tale Theatre (TV seriál, 1987)
- Tales from the Darkside (TV seriál, 1987)
- Falcon Crest (TV 1986)
- Amazing Stories (TV 1986)
- Mr. Belvedere (TV 1985)
- Passions (TV 1984)
- Nightmares (1983)
- Not Just Another Affair (TV 1982)
- Fame (1980)